# KBO 리그 투구 이닝 관련 기록

## 개인 통산 최다 투구 이닝 기록 추이
| 기록     | 선수   | 소속 | 날짜       | 구장 | 상대 팀 | 상대 타자 | 경기 수 | 달성 당시 나이 | 주석 및 기타               | 주석 및 기타 |
| 2000이닝 | 송진우 | 한화 |            |      |         |           |         |                |                            |              |
| 3000이닝 | 송진우 | 한화 | 2009. 4. 9 | 대전 | 두산    | 이대수    |         |                | 7회초 우익수 뜬공 1사 처리 |              |